# Neotheora chiloides
Els neoteòrids (Neotheoridae) són una primitiva família de lepidòpters exoporis i formen part de la superfamília dels hepialoïdeus (Hepialoidea). Les anomenen "primitives arnes fantasma de l'Amazònia" (Amazonian Primitive Ghost Moths) i es coneix només un sol gènere amb una única espècie, Neotheora chiloides, descrita a partir d'un exemplar femella recol·lectada al Mato Grosso, Brasil (Kristensen, 1999: 60; Nielsen i cols., 2000).